# Aircraft Industries
Aircraft Industries, a.s. (dříve Let Kunovice) je český (původně československý) letecký výrobce sídlící v Kunovicích. Známý je hlavně výrobou letounů L-410 Turbolet, kterých bylo vyrobeno téměř 1300 ks a kluzáků Let L-13 Blaník. Firma patří pod českou společnost Omnipol. Firma dodnes provozuje šesté největší letiště v ČR a provozuje soukromé střední učiliště.

## Historie

### Československo

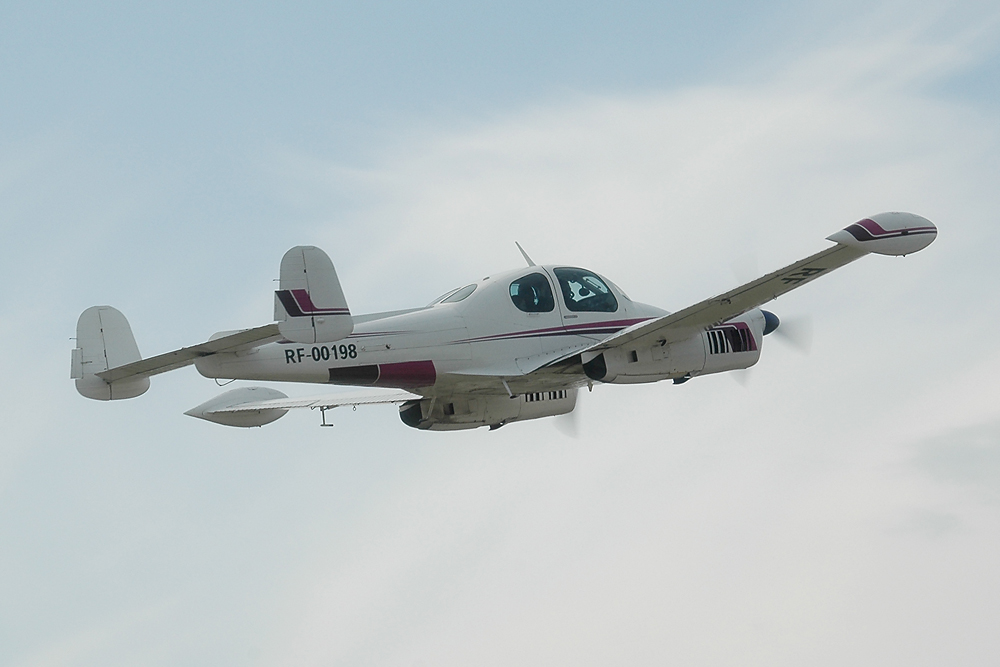
L-200 Morava

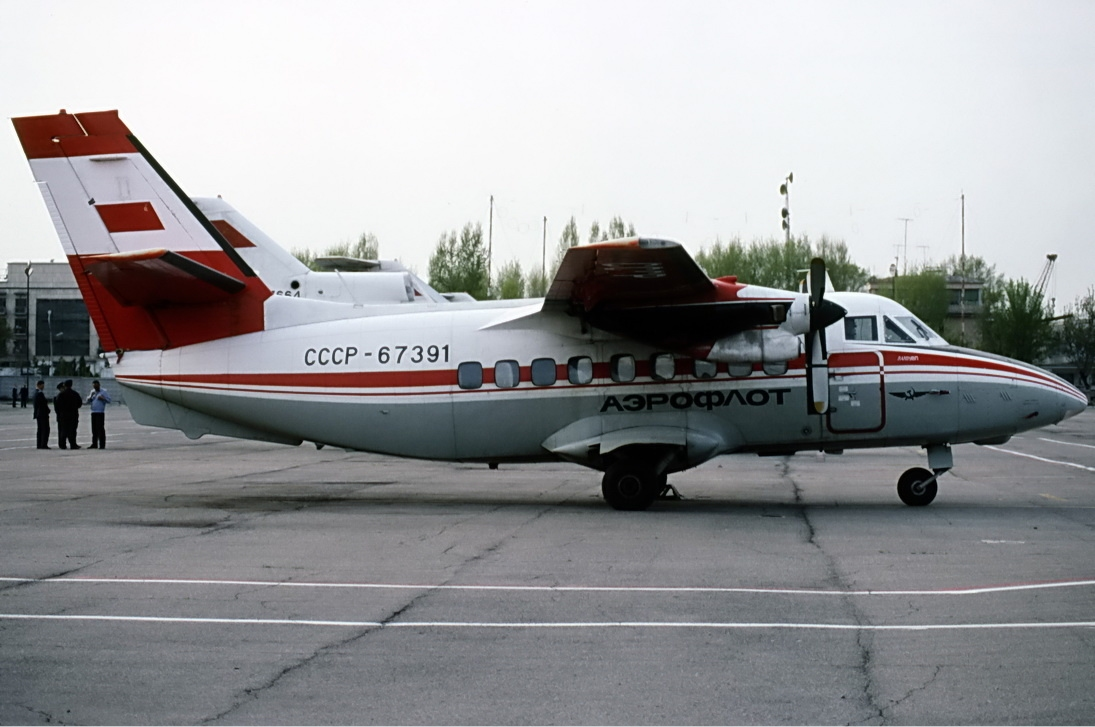
Let L-410 Turbolet byl v minulosti provozovaný ruskou leteckou společností Aeroflot

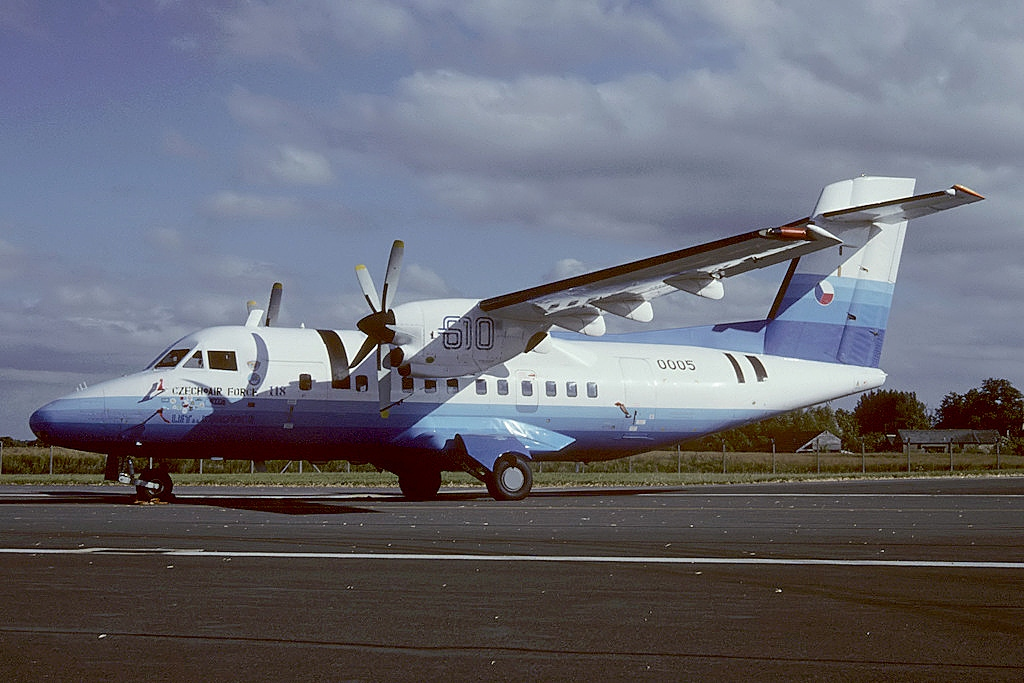
Prototyp dopravního letounu Let L-610M

Stavba továrny jako součásti Škodovky začala v roce 1936. Před a během války fungovala nedostavěná továrna jako opravna. Po válce byla znárodněna a v letech 1950–53 byla nově postavena. Mezi lety 1957–1967 byla přejmenována na SPP („Strojírny první pětiletky“), v roce 1967 se vrátila k původnímu názvu Let. Vyráběly se tu víceúčelové letouny Aero Ae 45 a Aero Ae 145 a v licenci od roku 1953 sovětské cvičné letouny Jakovlev Jak-11 (pod označením C-11, cvičný typ pod označením C-11U).
V roce 1957 se začalo s vývojem lehkého víceúčelového a sportovního letounu L-200 Morava a o čtyři roky později s úspěšným zemědělským letounem Z-37 Čmelák. Také se zde vyráběl cvičný letoun L-29.
Po celá léta firma vyvíjela a vyráběla mnoho typů kluzáků – Zlín Z-22, Z 124 Galanka, LF 109 Pionýr, Z 425 Šohaj. Nejúspěšnějším typem byly Blaníky – L-13 Blaník, Let L-23 Super Blaník a moderní pokračovací kluzák Let L-33 Solo.
V průběhu 60. let zde byl vyvinut 19místný turbovrtulový letoun – L-410 Turbolet, který se vyrábí doposud. Tento typ prošel mnoha vylepšením a modernizacemi; L 410 UVP-E20 a L 420 jsou samostatně certifikovány úřady EASA a FAA.

### Česko
Pokračující, nástupnická společnost LET, a.s. vznikla v roce 1991. Společnosti hrozil krach již v letech 1995 až 1997, konkurs byl na majetek společnosti vyhlášen v roce 2000. Podnik koupila v roce 2001 společnost Moravan Otrokovice (či ZLIN Aircraft), která jej vložila do nové společnosti LETECKÉ ZÁVODY a.s.. Na společnost Letecké Závody byl vyhlášen konkurs v roce 2004. Podnik koupila v roce 2005 společnost Aircraft Industries. Tuto společnost vlastnila česká společnost PAMCO INT. a.s. podnikatele Pavla Musely, v roce 2008 však 51% podíl v Aircraft Industries prodala ruské společnosti UGMK ruských podnikatelů Iskandera Machmudova a Andreje Kozicyna, zbylých 49% pak v roce 2012. V roce 2018 se 100% vlastníkem stává společnost Ostov ruského podnikatele Andreje Kozicyna.
Dne 10. listopadu 2011 se v areálu firmy stala tragédie, kdy bývalý zaměstnanec firmy Karel Musela zastřelil dva členy představenstva a následně namířil zbraň proti sobě. Postřelil také ředitelku firmy Ilonu Plškovou.
V roce 2022 závod od společnosti Ostov ruského majitele Andreje Kozicyna odkoupila česká společnost Omnipol.

## Letouny

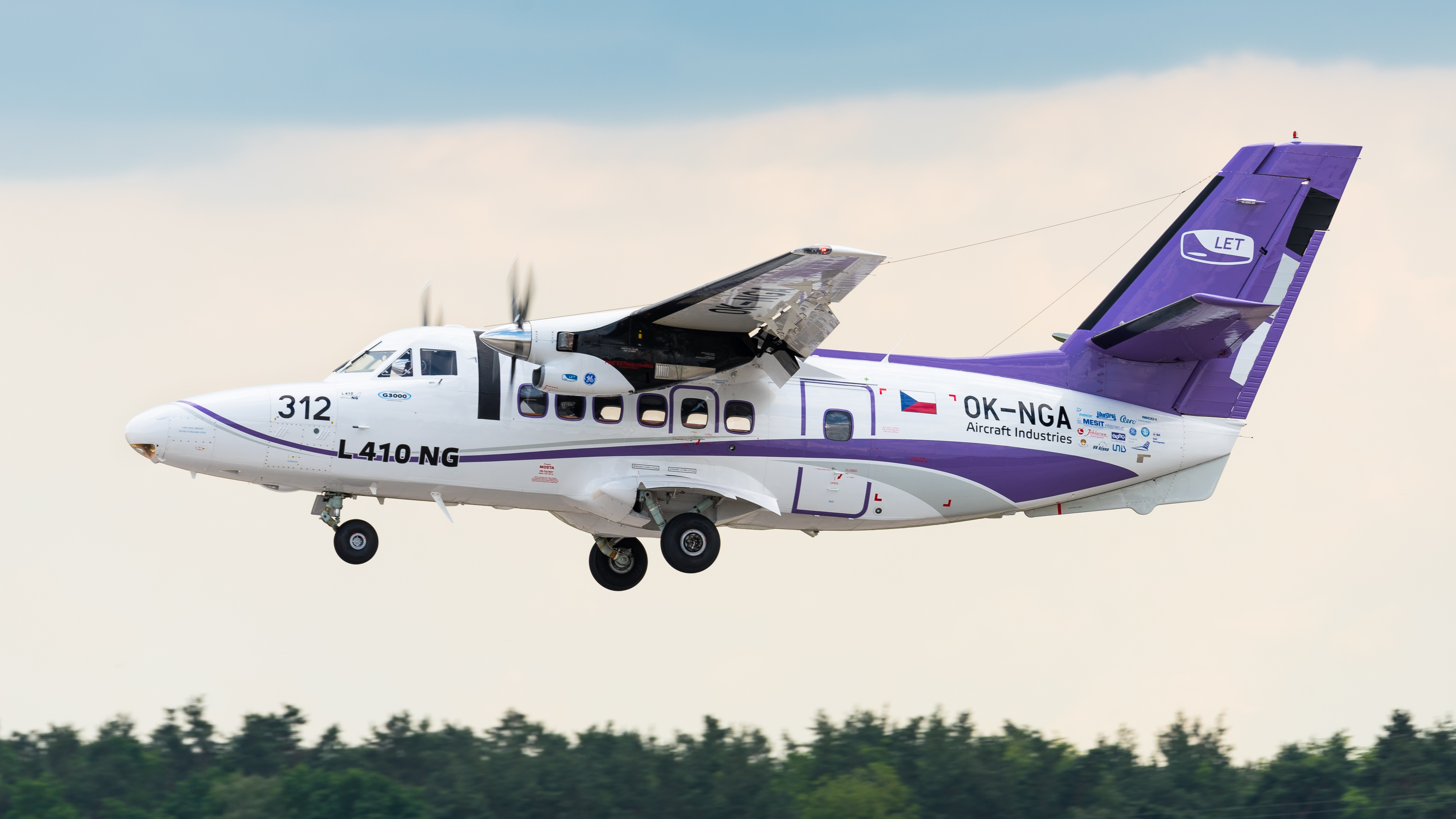
Let L-410 NG

- Aero Ae-45S a Aero Ae-145 – výroba 1951–1961, vyrobeno 390 kusů
- Let C-11 – česká verze sovětského cvičeného letounu Jakovlev Jak-11, v letech 1953–1956 zde bylo vyrobeno 707 kusů
- Let L-200 Morava – výroba 1957–1964, vyrobeno 361 kusů
- Let L-610 – největší v Česku konstruovaný letoun, vyrobeno pouze 8 prototypů v letech 1988–1997
- Let L-410 Turbolet – výroba 1971–současnost, vyrobeno více než 1 200 ks
- Let L-410 NG – nová generace L-410 Turbolet, výroba od 2018

## Kluzáky

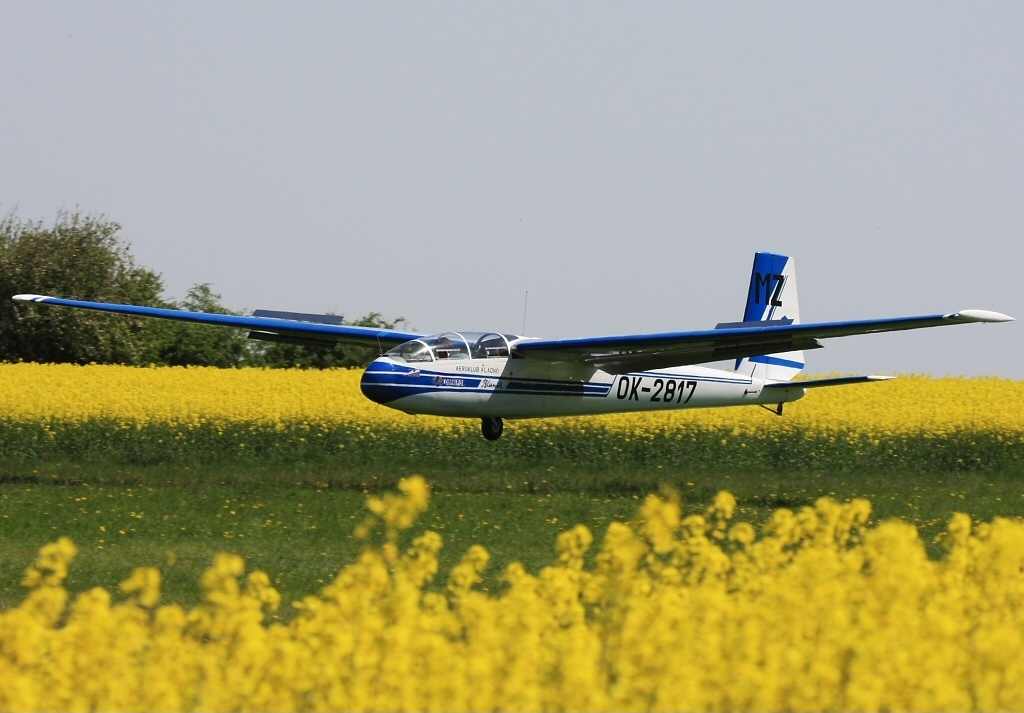
Kluzák Let L-13 Blaník, vyrobený ve více než 3000 kusech

- Let L-13 Blaník
- Let L-21 Spartak
- Let L-22
- Let L-23 Super Blaník
- LET L-33 Solo
- Let LF-109 Pionýr
- LET TG-10